# Air Malta
Air Malta je malteška nacionalna avio kompanija sa sjedištem kraj sela Luqa gdje se nalazi međunarodna zračna luka Malta. Air Malta vrši usluge zračnog prijevoza u 37 europskih, sjevernoafričkih i bliskoistočnih destinacija.

## Povijest
Ubrzo nakon 2. svjetskog rata na Malti je osnovano nekoliko malih privatnih avio kompanija. Među njima su bili The Malta Instone Airline, BAS (Malta) Ltd. i Malta Airlines. Prva dva poduzeća su se 1947. spojila u Air Malta Ltd. koji je bio velik konkurent za Malta Airlines. Na kraju je Malta Airlines 1951. godine apsorbirala poslovanje u Air Malta Ltd. te nastavila djelovati kroz operativni sporazum s BEA do 1973. Vlasnici Air Malte su od bivšeg konkurenta koristili njegove nekretnine, opremu i osoblje kako bi se stvorila tvrtka MAS za davanje tehničkih usluga na kopnu. Također, piloti Air Malte su se obučavali i u zračnoj luci Vršac koja je osim sportskih letova nudila i usluge obuke pilota.
Početkom 1970-ih malteška Vlada je pozvala međunarodne avio kompanije kao potencijalne partnere a u konačnici je odabrana pakistanska PIA. Novoformirana Air Malta Co. Ltd. je osnovana 31. ožujka 1973. BEA je bila ovlaštena nastaviti svoje poslovanje na Malti, ovaj puta kao Air Malta. Prvi let je izveden tek 1. travnja 1974.
Tvrtke Malta Airlines i MAS su preuzeli nacionalna Vlada i privatni ulagači te su one prebačene u Air Malta Co. Ltd.
Air Malta je započela sa zračnim prijevozom koristeći najprije dva iznajmljena Boeinga 720B koji su iz malteške zračne luke prevozili putnike u Rim, London, Manchester, Pariz, Frankfurt i Tripoli. Kasnije su kupljena još tri Boeinga 720B dok su prvotna dva otkupljena.
1981. godine su u najam uzeta tri zrakoplova Boeing 737-200 koji su se pokazali toliko dobrima da je 1983. tvrtka kupila tri u potpunosti nova Boeinga 737-200. 1986. godine Air Malta ponovo kupuje tri nova Boeinga 737-200 dok je sljedeće godine naručen prvi Airbus A320. 1989. Air Malta je ostvarila mogućnost za kupnju još jednog Airbusa A320 dok su 1992. naručena tri dodatna Boeinga 737-300. Te godine je za potrebe linija za Cataniju i Palermo kao i nove destinacije (Tunis i Monastir) naručeno četiri Avro RJ70.
Nakon što je 1992. otvorena međunarodna zračna luka Malta, Air Malta je stvorila svoju tvrtku CargoSystems koja se bavila zračnim prijevozom tereta koristeći zrakoplove Air Malte. 1994. Air Malta je otvorila centar za teretni transport u malteškoj zračnoj luci. Također, te godine se tvrtka udružila s Trans World Airlinesom.
Između 2002. i 2007. Air Malta je provodila plan zamjene zračne flote gdje bi se svi dosada korišteni zrakoplovi povukli iz uporabe a umjesto njih počeli koristiti Airbusovi modeli A319 i A320. Time je smanjena prosječna starost flote za oko 2,5 godine. Posljednji novi zrakoplov, A320 je dostavljen 22. ožujka 2007.
Air Malta je sklopila oko 190 sporazuma s drugim avio prijevoznicima unutar Međunarodne udruge za zračni prijevoz. Tako joj suradnja s australskim Qantasom omogućuje pokrivanje ruta kao što su: Sydney-Singapur-Heathrow-Malta, Sydney-Bangkok-Heathrow-Malta i Melbourne-Singapur-Heathrow-Malta.
Prema izvješću Udruge europskih zračnih prijevoznika iz svibnja 2006., Air Malta gubi najmanje putničke prtljage, odnosno 4,1 kovčeg na 1.000 putnika.
Tijekom zime, zrakoplovi kompanije su najčešće u najmu kako bi se povećala dobit tijekom lošijeg dijela sezone. Tako su primjerice u rujnu 2007. sklopljena dva ugovora s emiratskim Etihad Airwaysom o posudbi dva Airbusova zrakoplova tokom zimskog perioda koji započinje 1. rujna 2007. Ugovor je obuhvaćao i operativnu podršku za drugi posuđeni Airbus A320.
U siječnju i veljači 2009. Air Malta je iznajmila jedan Airbus A320 čileanskom prijevozniku Sky Airline dok je isti model zrakoplova ponovo iznajmljen Sky Airlineu 2011.
Air Malta je u većinskom vlasništvu malteške Vlade (98%) dok preostalih 2% otpada na privatne ulagače. Također, tvrtka ima i 25% udjela na avio kompaniju Medavia. Ukupni broj zaposlenih u Air Malti iznosi 1.380 ljudi.

## Odredišta
| Grad               | Zemlja                 | IATA | ICAO | Zračna luka                             | Bilješke                            |
| ------------------ | ---------------------- | ---- | ---- | --------------------------------------- | ----------------------------------- |
| Luqa               | Malta                  | MLA  | LMML | Zračna luka Malta                       | Hub                                 |
| Beč                | Austrija               | VIE  | LOWW | Zračna luka Beč                         |                                     |
| Bruxelles          | Belgija                | BRU  | EBBR | Zračna luka Bruxelles                   |                                     |
| Sofija             | Bugarska               | SOF  | LBSF | Zračna luka Sofija                      |                                     |
| Prag               | Češka                  | PRG  | LKPR | Zračna luka Ruzyně                      | Sezonski letovi                     |
| Lyon               | Francuska              | LYS  | LFLL | Zračna luka Lyon-Saint Exupéry          | Sezonski letovi                     |
| Marseille          | Francuska              | MRS  | LFML | Zračna luka Marseille Provençe          | Sezonski letovi                     |
| Pariz              | Francuska              | ORY  | LFPO | Zračna luka Orly                        |                                     |
| Pariz              | Francuska              | CDG  | LFPG | Zračna luka Pariz-Charles de Gaulle     |                                     |
| Atena              | Grčka                  | ATH  | LGAV | Zračna luka Atena                       |                                     |
| Bologna            | Italija                | BLQ  | LIPE | Zračna luka Bologna                     | Sezonski letovi                     |
| Catania            | Italija                | CTA  | LICC | Zračna luka Vincenzo Bellini            | Sekundarni hub                      |
| Milano             | Italija                | LIN  | LIML | Zračna luka Linate                      |                                     |
| Napulj             | Italija                | NAP  | LIRN | Zračna luka Napulj                      | Sezonski letovi                     |
| Rim                | Italija                | FCO  | LIRF | Zračna luka Leonardo da Vinci-Fiumicino |                                     |
| Budimpešta         | Mađarska               | BUD  | LHBP | Zračna luka Budimpešta                  |                                     |
| Amsterdam          | Nizozemska             | AMS  | EHAM | Zračna luka Amsterdam                   |                                     |
| Berlin             | Njemačka               | TXL  | EDDT | Zračna luka Berlin Tegel                | Letovi se prekidaju 2. lipnja 2012. |
| Berlin             | Njemačka               | BER  | EDDB | Zračna luka Berlin Brandenburg          | Letovi započinju 3. lipnja 2012.    |
| Düsseldorf         | Njemačka               | DUS  | EDDL | Zračna luka Düsseldorf                  |                                     |
| Frankfurt na Majni | Njemačka               | FRA  | EDDF | Zračna luka Frankfurt na Majni          |                                     |
| Hamburg            | Njemačka               | HAM  | EDDH | Zračna luka Hamburg                     |                                     |
| Hannover           | Njemačka               | HAJ  | EDDV | Zračna luka Hannover-Langenhagen        |                                     |
| München            | Njemačka               | MUC  | EDDM | Zračna luka München                     |                                     |
| Stuttgart          | Njemačka               | STR  | EDDS | Zračna luka Stuttgart                   |                                     |
| Moskva             | Rusija                 | DME  | UUDD | Zračna luka Domodedovo                  | Sezonski letovi                     |
| Moskva             | Rusija                 | SVO  | UUEE | Zračna luka Šeremetjevo                 |                                     |
| Zürich             | Švicarska              | ZRH  | LSZH | Zračna luka Zürich                      |                                     |
| Ženeva             | Švicarska              | GVA  | LSGG | Zračna luka Ženeva                      |                                     |
| Cardiff            | Ujedinjeno Kraljevstvo | CWL  | EGFF | Zračna luka Cardiff                     | Sezonski čarterski letovi           |
| Bristol            | Ujedinjeno Kraljevstvo | BRS  | EGGD | Zračna luka Bristol                     | Sezonski čarterski letovi           |
| Exeter             | Ujedinjeno Kraljevstvo | EXT  | EGTE | Zračna luka Exeter                      | Sezonski čarterski letovi           |
| London             | Ujedinjeno Kraljevstvo | LGW  | EGKK | Zračna luka Gatwick                     |                                     |
| London             | Ujedinjeno Kraljevstvo | LHR  | EGLL | Zračna luka Heathrow                    |                                     |
| Manchester         | Ujedinjeno Kraljevstvo | MAN  | EGCC | Zračna luka Manchester                  |                                     |
| Newcastle          | Ujedinjeno Kraljevstvo | NCL  | EGNT | Zračna luka Newcastle                   | Sezonski čarterski letovi           |
| Norwich            | Ujedinjeno Kraljevstvo | NWI  | EGSH | Zračna luka Norwich                     | Sezonski čarterski letovi           |
| AFRIKA             |                        |      |      |                                         |                                     |
| Tripoli            | Libija                 | TIP  | HLLT | Zračna luka Tripoli                     |                                     |
| AZIJA              |                        |      |      |                                         |                                     |
| Tel Aviv           | Izrael                 | TLV  | LLBG | Zračna luka Ben Gurion                  | Čarterski letovi                    |
| Antalya            | Turska                 | AYT  | LTAI | Zračna luka Antalya                     |                                     |
| Istanbul           | Turska                 | IST  | LTBA | Zračna luka Atatürk                     |                                     |
| Izmir              | Turska                 | ADB  | LTBJ | Zračna luka Adnan Menderes              |                                     |

## Suradnja
Air Malta surađuje sa sljedećim avio kompanijama:
| Kompanija                     | Udruženje     |
| ----------------------------- | ------------- |
| Aeroflot                      | SkyTeam       |
| Austrian Airlines             | Star Alliance |
| Czech Airlines                | SkyTeam       |
| Emirates                      |               |
| Etihad Airways                |               |
| ITA Airways                   | SkyTeam       |
| Lufthansa                     | Star Alliance |
| Qantas                        | Oneworld      |
| Swiss International Air Lines | Star Alliance |
| Turkish Airlines              | Star Alliance |

## Zračna flota
Od 1. prosinca 2010. zračna flota Air Malte se sastoji samo od Airbusovih zrakoplova čija prosječna dob iznosi 5,7 godina.

## Zračne nesreće i incidenti
Od svojeg osnutka 1973., Air Malta nije imala zračnih nesreća i poginulih. Avio prijevoznik broji tek jedan zračni incident:
- 9. lipnja 1997.

Dva Turka su otela Boeing 737-200 Air Malte koji je letio prema Istanbulu. Otmica je završena u Kölnu bez mrtvih i ranjenih u zrakoplovu koji je prevozio 74 putnika te šest članova posade.

## Vanjske poveznice
- Službene web stranice